# تیارو
تیارو (به لاتین: Thiaroye) یک منطقهٔ مسکونی در سنگال است که در پیکین واقع شده‌است. تیارو ۹ متر بالاتر از سطح دریا واقع شده‌است.